# Herbert Plenk
Herbert Plenk es un deportista alemán que compitió para la RFA en vela en la clase Tornado. Ganó una medalla en el Campeonato Mundial de Tornado de 1979 y tres medallas en el Campeonato Europeo de Tornado entre los años 1977 y 1979.

## Palmarés internacional
| Campeonato Mundial | Campeonato Mundial     | Campeonato Mundial | Campeonato Mundial |
| Año                | Lugar                  | Medalla            | Clase              |
| ------------------ | ---------------------- | ------------------ | ------------------ |
| 1979               | Kiel (RFA)             | Medalla de bronce  | Tornado            |
| Campeonato Europeo |                        |                    |                    |
| Año                | Lugar                  | Medalla            | Clase              |
| 1977               | Marstrand (Suecia)     | Medalla de oro     | Tornado            |
| 1978               | Breitenbrunn (Austria) | Medalla de oro     | Tornado            |
| 1979               | Helsinki (Finlandia)   | Medalla de bronce  | Tornado            |